# Fissidens pauperculus
Fissidens pauperculus är en bladmossart som beskrevs av M. A. Howe 1894. Fissidens pauperculus ingår i släktet fickmossor, och familjen Fissidentaceae. Inga underarter finns listade i Catalogue of Life.